# Tunnel van Kumtich
De tunnel van Kumtich was de eerste spoortunnel in België. Bij de aanleg van spoorlijn 36 tussen Leuven en Tienen moest bij Kumtich de Blauwberg voor een lengte van 1 km doorboord worden. Hoewel een andere oplossing gekozen had kunnen worden, wilde men omwille van het prestige een tunnel graven. Op 21 augustus 1835 werd door minister Barthélémy de Theux de Meylandt het ontwerp van de tunnel goedgekeurd. De tunnel, die in 1837 gereed kwam werd 990 meter lang, 3,98 meter breed en 5,50 meter hoog. De binnenkant werd bekleed met baksteen. Er werd 1 spoor aangelegd in de tunnel.
Na de bouw van de tunnel bouwden de arbeiders in 1838 een bakstenen kapel voor de heilige Barbara om haar te danken voor het gunstige verloop van de werken.
In 1842 werd de spoorlijn tussen Leuven en Luik op dubbelspoor gebracht. In 1844 werd besloten om naast de bestaande tunnel een tweede tunnelkoker te graven, ondanks protest van ingenieur Stephenson. Deze graafwerken veroorzaakten op 21 januari 1845 de instorting van beide tunnelkokers. Een Romeinse grafheuvel, die boven op de Blauwberg stond, ging mee de diepte in. De tunnel werd uitgegraven door Luikse mijnwerkersvrouwen die de aarde in rugmanden naar boven droegen. Terwijl ze de helling beklommen, breiden ze kousen. Bij deze graafwerken vond men veel Romeinse graven en aardewerk. De dubbelsporige lijn 36 werd in de nieuwe uitgraving aangelegd. Door de instorting waren ook twee wegen onbruikbaar geworden. Hiervoor werden twee bruggen aangelegd, die nu de beide uiteinden van de tunnel markeren.

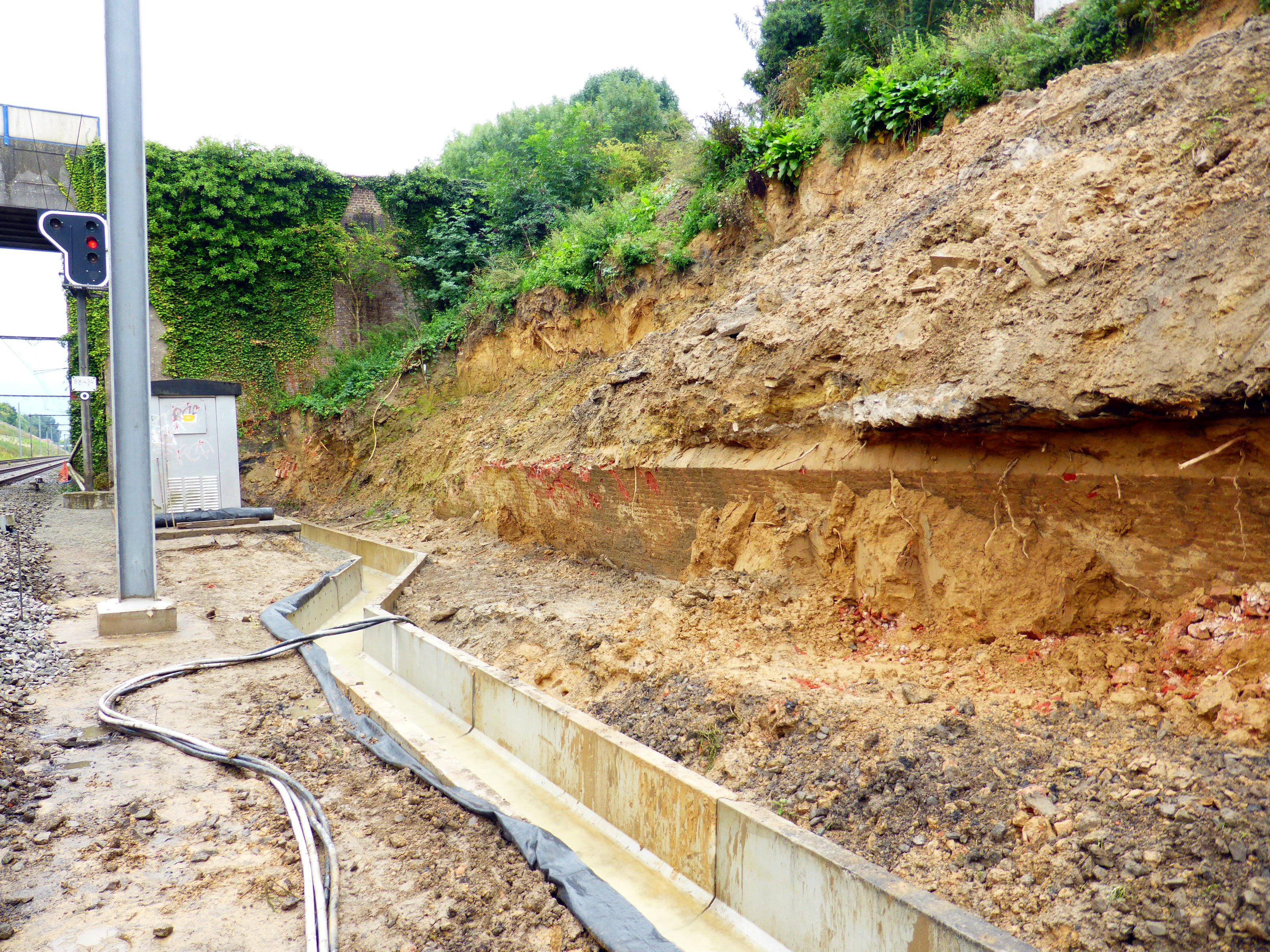
Tunnelresten, Medekersveldbrug in Kumtich. Foto: Wilfried Van Hirtum

Een stuk van de tunnel is aan de oppervlakte gekomen door werken aan het spoor in 2017. Locatie: de brug aan het Medekersveld in Kumtich (Tienen).